# Tadeusz Szymczak
Tadeusz Szymczak (ur. 6 września 1923 w Łodzi, zm. 1 października 2014) – polski prawnik konstytucjonalista, wieloletni profesor Wydziału Prawa i Administracji Uniwersytetu Łódzkiego.

## Życiorys
W 1951 ukończył studia prawnicze na Wydziale Prawa UŁ. W listopadzie 1951 został przyjęty na aspiranturę na Wydziale Prawa Uniwersytetu Łomonosowa w Moskwie w Katedrze Prawa Państwowego, gdzie w  grudniu 1954  uzyskał stopień kandydata nauk prawnych na podstawie rozprawy Organy władzy państwowej Polskiej Rzeczypospolitej Ludowej. W lutym 1955 awansował na stanowisko adiunkta w Katedrze Prawa Państwowego UŁ. Stopień doktora habilitowanego uzyskał 19 kwietnia 1964 na Wydziale Prawa UŁ na podstawie rozprawy pt. Instytucja prezydenta w socjalistycznym prawie państwowym. W 1973 uzyskał tytuł profesora nauk prawnych, a profesora zwyczajnego w 1979. Do 1993 zajmował stanowisko kierownika Katedry Prawa Konstytucyjnego UŁ. Był członkiem Komitetu Nauk Prawnych PAN, Rady Legislacyjnej przy Prezesie Rady Ministrów, sędzią Trybunału Stanu, ekspertem Komisji Konstytucyjnej Zgromadzenia Narodowego.
Pod jego kierunkiem stopień naukowy doktora uzyskał m.in. Krzysztof Skotnicki. Otrzymał wiele odznaczeń państwowych: Krzyż Kawalerski i Krzyż Oficerski Orderu Odrodzenia Polski, Złoty Krzyż Zasługi, Medal Komisji Edukacji Narodowej, Zasłużony Nauczyciel PRL, Honorowa Odznaka Miasta Łodzi.

## Ważniejsze publikacje
- Aktualne problemy konstytucyjne w RFN i PRL. Die aktuellen Verfassungsprobleme in der BRD, Łódź 1988.
- Ewolucja instytucji prezydenta w socjalistycznym prawie państwowym, Łódź - Wrocław 1976.
- Instytucja prezydenta w socjalistycznym prawie państwowym, Łódź 1963.
- Jugosławia - państwo federacyjne, Łódź 1982
- Kardynał Wyszyński a sprawa dwudziestej rocznicy zwycięstwa nad faszyzmem, Warszawa 1965.
- Materiały do nauki prawa konstytucyjnego (1914-1939), Łódź 1982, 1990.
- Materiały do nauki prawa konstytucyjnego (lata 1939-1952), Łódź 1987, 1991.
- Materiały do nauki prawa państwowego, Łódź 1973.
- Materiały pomocnicze do nauki prawa konstytucyjnego, Łódź 1986.
- Materiały pomocnicze do nauki prawa konstytucyjnego (1980-1991), Łódź 1992.
- Organy władzy i administracji europejskich państw socjalistycznych, Warszawa 1970.
- Polskie prawo państwowe. Przewodnik dla studentów Studium Zaocznego, Łódź 1974.
- Ustrój europejskich państw socjalistycznych, Warszawa 1983, 1988.
- Ustrój państw socjalistycznych Europy środkowej i południowowschodniej, Łódź 1963.
- Ustrój polityczny Związku Socjalistycznych Republik Radzieckich (1936-1976), Warszawa 1978.
- Ustrój socjalistycznych państw Europy środkowej i południowo-wschodniej, Łódź 1960.
- Wiadomości o Polsce i świecie współczesnym dla kl.7, Warszawa 1961, 1962, 1964.
- Wybór źródeł do nauki prawa konstytucyjnego (1982-1991), Łódź 1992.
- Wybór źródeł do nauki prawa konstytucyjnego (lata 1944-1992), Łódź 1997.
- Zasady federacji czechosłowackiej, Łódź 1972.